# Bamra
1545 – 1948
Entités précédentes :
- Raj britannique

Entités suivantes :
- Inde

Bamra est un ancien État princier des Indes. Sa capitale était Deogarh.

## Histoire
État enclavé dans les provinces centrales, à l'ouest de Calcutta et de l'ancien État tributaire d'Orissa, devenu l'actuel État d'Odisha. L'État a été intégrée à l'État de l'Odisha.

## Dirigeants: Râja
- 1865? - 1869 : Brajasundar Deb (Tribhuban Singh)
- 1869 - 1903 : Basu Deb Sudhal Deb (en)
- 1903 - 1916 : Satchitananda Tribhuban Deb
- 1916 - 1920 : Dibyashankar Sudhal Deb
- 1920 - 1947 : Bhanugang Tribhuban Deb